# Maria Minna
Maria Minna, née le 14 mars 1948 à Pofi en Italie, est une femme d'affaires et femme politique canadienne.

## Biographie
Maria Minna devient députée à la Chambre des communes du Canada, représentant la circonscription ontarienne de Beaches—Woodbine en 1993 sous la bannière du Parti libéral du Canada. Réélu dans la circonscription de Beaches—East York en 1997, 2000, 2004, 2006 et en 2008, elle est défaite par le néo-démocrate Matthew Kellway en 2011.